# Đầu N

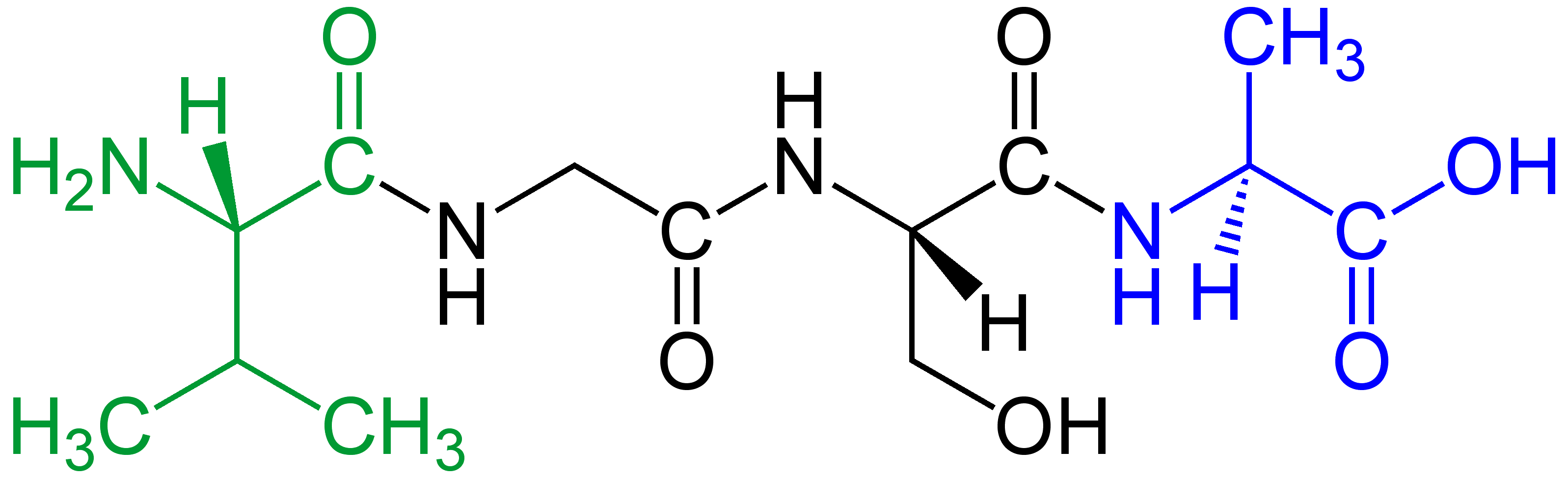
Tetrapeptide Val-Gly-Ser-Ala: * đầu amino (đầu N) đánh dấu màu xanh lá cây (L-valin) * đầu carboxyl (đầu C) đánh dấu màu xanh dương (L-alanin)

Đầu N (còn được gọi là đầu amino, đầu NH2, đầu tận cùng N hoặc đầu amin) là phần bắt đầu của một protein hoặc polypeptide, thường là nhóm chức amin tự do (-NH2) nằm ở phần cuối của một polypeptide. Trong một peptide, nhóm amin liên kết với một nhóm carboxylic khác trong protein để tạo thành chuỗi, nhưng vì amino acid cuối của protein chỉ được nối ở đầu carboxy- nên nhóm amin tự do còn lại được gọi là đầu N. Theo quy ước, trình tự peptide được viết từ đầu N đến đầu C, từ trái sang phải (trong hệ thống viết LTR). Cách viết này tương quan với hướng dịch mã của rRNA (bởi vì khi một protein được dịch mã từ RNA thông tin theo trình từ từ đầu N đến đầu C. Các amino acid được thêm vào đầu carboxyl).

## Hóa học
Mỗi amino acid có một nhóm amin và một nhóm carboxylic. Các amino acid liên kết với nhau bằng liên kết peptide hình thành thông qua phản ứng trùng ngưng, nối nhóm carboxyl của một amino acid với nhóm amin của amino acid kế tiếp tạo thành chuỗi polypeptide. Chuỗi có hai đầu - một nhóm amin, đầu N và một nhóm carboxyl không liên kết, đầu C. 
Khi một protein được dịch mã từ RNA thông tin, trình tự dịch mã từ đầu N đến đầu C. Đầu amin của amino acid (trên tRNA) trong giai đoạn dịch mã kéo dài, gắn vào đầu carboxyl của chuỗi mới. Codon mở đầu của mã di truyền mã hóa cho amino acid methionine (ở vi khuẩn, ty thể và lục lạp thì là N -formylmethionine, fMet). Tuy nhiên, một số protein bị biến đổi sau dịch mã bằng cách phân cắt tiền chất protein thì ở đầu N có nhiều loại amino acid khác.

## Biến đổi đầu N
Protein đầu N có thể được biến đổi trong hoặc sau dịch mã. Loại bỏ methionine khởi đầu (iMet) bởi aminopeptidases, gắn các nhóm chức nhỏ như acetyl, propionyl và methyl, và bổ sung các chất neo màng tế bào, chẳng hạn như nhóm palmitoyl và myristoyl 
Sự acetyl hóa ở đầu N
Quá trình acetyl hóa ở đầu N là một dạng biến đổi protein có thể xảy ra ở cả sinh vật nhân sơ và sinh vật nhân thực. Người ta cho rằng quá trình acetyl hóa ở đầu N có thể ngăn chặn protein đi theo con đường xuất tiết.

### N-Myristoyl hóa
Đầu N được biến đổi bằng cách bổ sung một myristoyl có chức năng neo giữ với màng tế bào.

### N-Acyl hóa
Đầu N cũng có thể được biến đổi bằng cách bổ sung một acid béo để tạo thành các protein N-acyl hóa, thường là thêm một nhóm palmitoyl.